# اوکسی

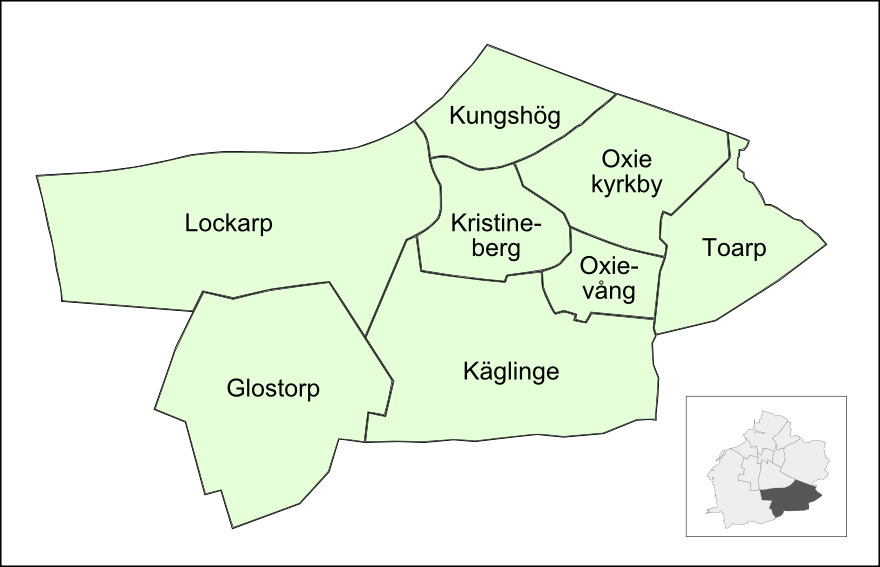
نمایی از محل شهر اوکسی در نقشهٔ مالمو، سوئد - ۲۰۰۹

شهر اوکسی (به سوئدی: Oxie) در ناحیه شهری ملمو در کشور سوئد واقع شده‌است. جمعیت این شهر ۲۸۴۰٫۵۶  نفر است.